# Dula de Nicomédia
Dula de Nicomédia é um santo e mártir, de cuja história pouco se sabe. Mesmo seu gênero é controverso. Segundo São Beda, Dula teria sido, na verdade, a escrava de um soldado romano, morta por amor à castidade. Foi martirizado em Nicomédia, e é festejado em 25 de março.